# Knipån Kivarps naturreservat
Knipån Kivarps naturreservat är ett naturreservat i Habo kommun i Jönköpings län.
Området avsattes som naturreservat 2019 och omfattar 9,2 hektar. Det är beläget 4 km norr om Habo samhälle och består av en bäckravin med lövskog..